# Ignacio Rosa
Ignacio Rosa Pompido (Badalona, 1º luglio 1999) è un cestista spagnolo.